# Плавання на літніх Олімпійських іграх 2020 — 200 метрів батерфляєм (жінки)
Змагання з плавання на 200 метрів батерфляєм серед жінок на літніх Олімпійських іграх 2020 відбулися 2021 року в Олімпійському центрі водних видів спорту. Це була чотирнадцята поспіль поява цієї дисципліни на Олімпійських іграх. Її проводили на кожній Олімпіаді, починаючи з 1968 року.

## Рекорди
Перед цими змаганнями чинні світовий і олімпійський рекорди були такими:
| Світовий рекорд     | Лю Цзиге (CHN)  | 2:01.81 | Цзінань, Китайська Народна Республіка | 21 жовтня 2009 | [ 2 ] [ 3 ] |
| Олімпійський рекорд | Цзяо Люян (CHN) | 2:04.06 | Лондон, Велика Британія               | 1 серпня 2012  | [ 4 ]       |

## Кваліфікація
Олімпійський кваліфікаційний норматив для цієї дисципліни становить 2 хвилини 8,43 секунди. За цим нормативом від кожного Національного олімпійського комітету (NOC) можуть автоматично кваліфікуватися щонайбільше дві плавчині, виконавши його на затверджених кваліфікаційних змаганнях. Норматив олімпійського відбору становить 2 хвилини 12,28 секунди. За цим нормативом від кожного НОК може кваліфікуватися щонайбільше одна плавчиня, що посідає досить високе місце у світовому рейтингу, поки не буде вичерпано квоту для всіх плавальних дисциплін. НОК, що ще не має плавчині в жодній дисципліні, може скористатися зі свого права на універсальну квоту.

## Формат змагань
Змагання складаються з трьох раундів: попередні запливи, півфінали та фінал. Плавчині, що показали 16 найкращих результатів у попередніх запливах, виходять до півфіналів. Плавчині, що показали 8 найкращих результатів у півфіналах, виходять до фіналу. У тому разі, коли на останнє місце потрапляння до півфіналів чи фіналу претендують дві чи більше плавчині з однаковим часом, передбачено перепливання.

## Розклад
Змагання тривають три дні, кожен раунд наступного дня.
Часовий пояс - японський стандартний час (UTC + 9)
| Дата     | Час   | Раунд             |
| -------- | ----- | ----------------- |
| 27 липня | 19:25 | Попередні запливи |
| 28 липня | 10:57 | Півфінали         |
| 29 липня | 11:28 | Фінал             |

## Результати

### Попередні запливи
Плавчині, що показали 16 найкращих результатів незалежно від запливу, виходять до півфіналу.
| Місце | Заплив | Доріжка | Плавчиня             | Країна                           | Час     | Примітки |
| ----- | ------ | ------- | -------------------- | -------------------------------- | ------- | -------- |
| 1     | 3      | 4       | Чжан Юйфей           | Китай (CHN)                      | 2:07.50 | Q        |
| 2     | 2      | 4       | Галі Флікінджер      | США (USA)                        | 2:08.31 | Q        |
| 3     | 1      | 5       | Юй Ліянь             | Китай (CHN)                      | 2:08.36 | Q        |
| 4     | 1      | 4       | Реган Сміт           | США (USA)                        | 2:08.46 | Q        |
| 5     | 3      | 5       | Богларка Капаш       | Угорщина (HUN)                   | 2:08.58 | Q        |
| 6     | 1      | 6       | Світлана Чімрова     | Олімпійський комітет Росії (ROC) | 2:08.84 | Q        |
| 7     | 3      | 3       | Лора Стівенс         | Велика Британія (GBR)            | 2:09.00 | Q        |
| 8     | 2      | 6       | Еліс Томас           | Велика Британія (GBR)            | 2:09.06 | Q        |
| 9     | 2      | 3       | Бріанна Тросселл     | Австралія (AUS)                  | 2:09.34 | Q        |
| 10    | 2      | 2       | Гелена Росендаль Бах | Данія (DEN)                      | 2:09.37 | Q        |
| 11    | 3      | 6       | Франциска Хентке     | Німеччина (GER)                  | 2:09.98 | Q        |
| 12    | 1      | 2       | Дефне Тач'їлдиз      | Туреччина (TUR)                  | 2:10.00 | Q        |
| 13    | 1      | 3       | Хасеґава Судзука     | Японія (JPN)                     | 2:10.43 | Q        |
| 14    | 3      | 2       | Ана Монтейру         | Португалія (POR)                 | 2:11.45 | Q        |
| 15    | 3      | 7       | Ремеді Руле          | Філіппіни (PHI)                  | 2:12.23 | Q        |
| 16    | 2      | 7       | Хулімар Авіла        | Гондурас (HON)                   | 2:15.36 | Q        |
| 17    | 2      | 5       | Катінка Хоссу        | Угорщина (HUN)                   | DNS     |          |

### Півфінали
Плавчині, що показали 8 найкращих результатів незалежно від запливу, виходять до фіналу.
| Місце | Заплив | Доріжка | Плавчиня             | Країна                           | Час     | Примітки |
| ----- | ------ | ------- | -------------------- | -------------------------------- | ------- | -------- |
| 1     | 2      | 4       | Чжан Юйфей           | Китай (CHN)                      | 2:04.89 | Q        |
| 2     | 1      | 4       | Галі Флікінджер      | США (USA)                        | 2:06.23 | Q        |
| 3     | 2      | 3       | Богларка Капаш       | Угорщина (HUN)                   | 2:06.59 | Q        |
| 4     | 1      | 5       | Реган Сміт           | США (USA)                        | 2:06.64 | Q        |
| 5     | 2      | 5       | Юй Ліянь             | Китай (CHN)                      | 2:07.04 | Q        |
| 6     | 2      | 2       | Бріанна Тросселл     | Австралія (AUS)                  | 2:08.41 | Q        |
| 7     | 1      | 3       | Світлана Чімрова     | Олімпійський комітет Росії (ROC) | 2:08.62 | Q        |
| 8     | 1      | 6       | Еліс Томас           | Велика Британія (GBR)            | 2:09.07 | Q        |
| 9     | 2      | 1       | Хасеґава Судзука     | Японія (JPN)                     | 2:09.42 |          |
| 10    | 2      | 6       | Лора Стівенс         | Велика Британія (GBR)            | 2:09.49 |          |
| 11    | 1      | 1       | Ана Монтейру         | Португалія (POR)                 | 2:09.82 |          |
| 12    | 1      | 2       | Гелена Росендаль Бах | Данія (DEN)                      | 2:10.05 |          |
| 13    | 2      | 7       | Франциска Хентке     | Німеччина (GER)                  | 2:10.89 |          |
| 14    | 1      | 7       | Дефне Тач'їлдиз      | Туреччина (TUR)                  | 2:11.27 |          |
| 15    | 2      | 8       | Ремеді Руле          | Філіппіни (PHI)                  | 2:12.89 |          |
| 16    | 1      | 8       | Хулімар Авіла        | Гондурас (HON)                   | 2:16.38 |          |

### Фінал
| Місце | Доріжка | Ім'я             | Країна                           | Час     | Примітки |
| ----- | ------- | ---------------- | -------------------------------- | ------- | -------- |
| 1     | 4       | Чжан Юйфей       | Китай (CHN)                      | 2:03.86 | OR       |
| 2     | 6       | Реган Сміт       | США (USA)                        | 2:05.30 |          |
| 3     | 5       | Галі Флікінджер  | США (USA)                        | 2:05.65 |          |
| 4     | 3       | Богларка Капаш   | Угорщина (HUN)                   | 2:06.53 |          |
| 5     | 1       | Світлана Чімрова | Олімпійський комітет Росії (ROC) | 2:07.70 |          |
| 6     | 2       | Юй Ліянь         | Китай (CHN)                      | 2:07.85 |          |
| 7     | 8       | Еліс Томас       | Велика Британія (GBR)            | 2:07.90 |          |
| 8     | 7       | Бріанна Тросселл | Австралія (AUS)                  | 2:09.48 |          |